# Протопопово
Протопо́пово (рос. Протопопово) — присілок у складі Промишленнівського округу Кемеровської області, Росія.

## Населення
Населення — 494 особи (2010; 504 у 2002).
Національний склад (станом на 2002 рік):
- росіяни — 93 %